# 4906 Seneferu
A 4906 Seneferu (ideiglenes jelöléssel 2533 P-L) a Naprendszer kisbolygóövében található aszteroida. Cornelis Johannes van Houten,  Ingrid van Houten-Groeneveld,  Tom Gehrels fedezte fel 1960. szeptember 24-én. Nevét Sznofru fáraóról kapta.